# Tyrone Maria
Tyrone Maria (nacido el 24 de septiembre de 1984) es un futbolista internacional de Curazao y juega como delantero, su actual equipo es el SV La Fama de la primera división del Fútbol de Aruba.

## Trayectoria
- S.V. Hubentut Fortuna  2005-2010

- SV Bubali  2010-2013

- SV La Fama  2013-presente